# Waalre

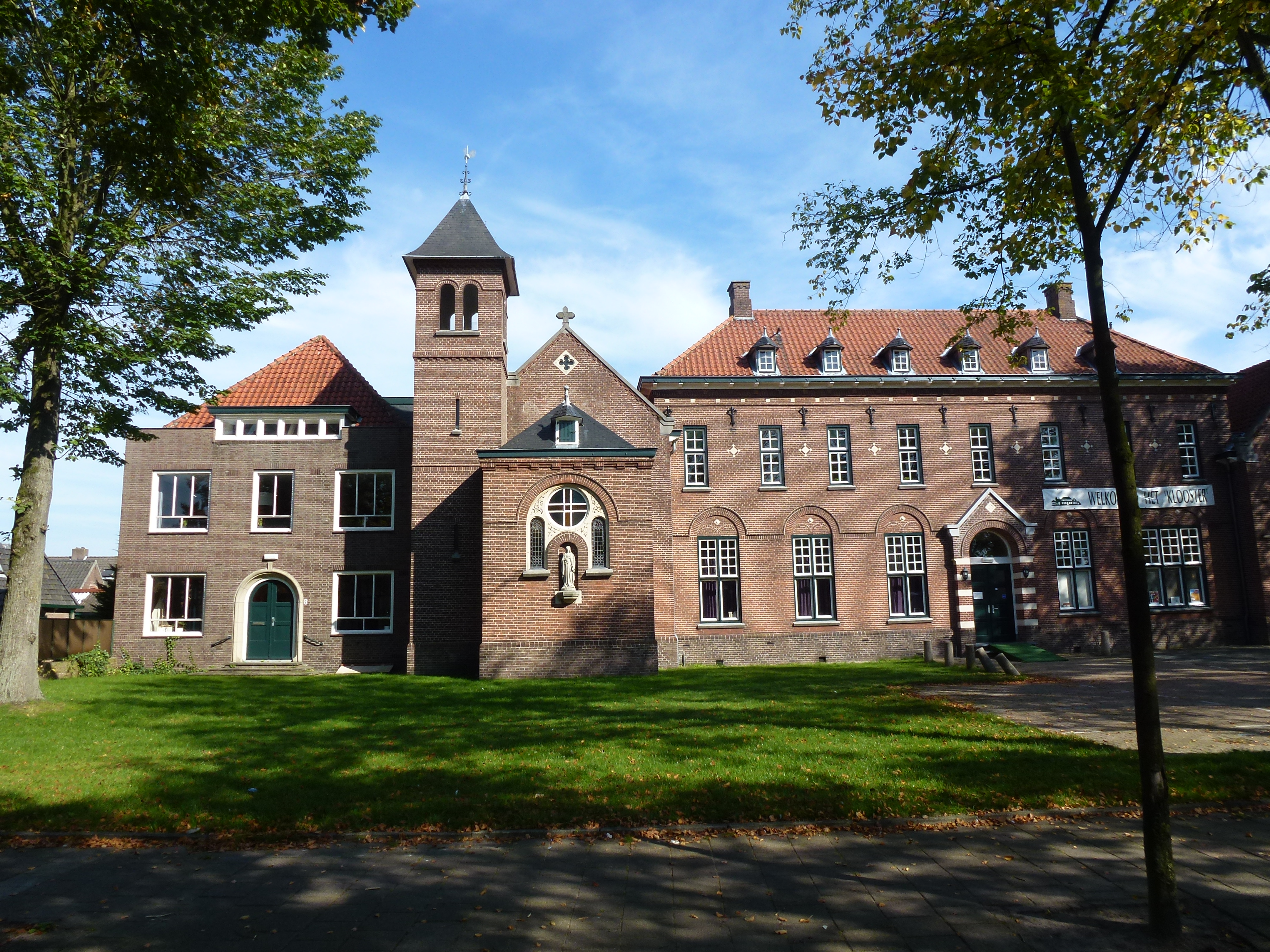
Ett tidigare kloster i Waalre.

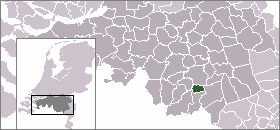
Waalres läge i Nederländerna

Waalre är en kommun i provinsen Noord-Brabant i Nederländerna. Kommunens totala area är 22,71 km² (där 0,27 km² är vatten) och invånarantalet är 16 493 invånare (1 februari 2012).
Kommunen i sin nuvarande form bildades 1923 genom en sammanslagning av orterna Aalst och Waalre.